# Julio Bris González
Julio Bris González (Madrid, España; 31 de enero de 1906 - Campo de concentración de Gusen, Austria; 20 de noviembre de 1941). Conocido profesionalmente como Julio Bris, fue operador cinematográfico, fotógrafo y director de cine durante los años 30. 

## Biografía
Julio Bris trabajó en diversos noticieros, documentales y cortometrajes, para la II República Española y con diversas productoras cinematográficas de la época:
- Noticiario Español, creado y producido por Germán López Prieto en 1931.
- El noticiario España al día, producido inicialmente por Laya Films en Barcelona y luego por Film Popular en Madrid, Valencia y Barcelona. En esta última productora realizó gran parte de su actividad profesional.
- Para Films Libertad. Estas tres últimas productoras realizaron numerosos documentales para el PCE y el PSUC.[5][6]
- Colaboró con Spartacus Films, productora anarquista de Madrid, creadora del noticiario Momentos de España.
- Con las productoras-laboratorios Filmófono y Roptence.

Bris perteneció a varias organizaciones sociales, políticas y sindicales:
- La Alianza de Intelectuales Antifascistas para la Defensa de la Cultura,[7] creada en 1935 y que más tarde inspiró y organizó el II Congreso Internacional de los Escritores para la Defensa de la Cultura, realizado en 1937 entre Valencia, Barcelona, Madrid y clausurado en París. Este evento reunió a una larga lista de escritores, artistas, periodistas e intelectuales de todo el mundo. Fue filmado "in situ" por Bris.
- La Cooperativa Obrera Cinematográfica de Madrid, impulsada por Fernando G. Mantilla.
- Al Sindicato General de la Cinematografía, también llamado Sindicato de la Industria Cinematográfica de la UGT.

Ambas organizaciones produjeron numerosos documentales para la II República Española, como Julio 1936 o Pasaremos (realizados por Fernando G. Mantilla en 1936) y también fueron distribuidoras de clásicos del cine soviético.

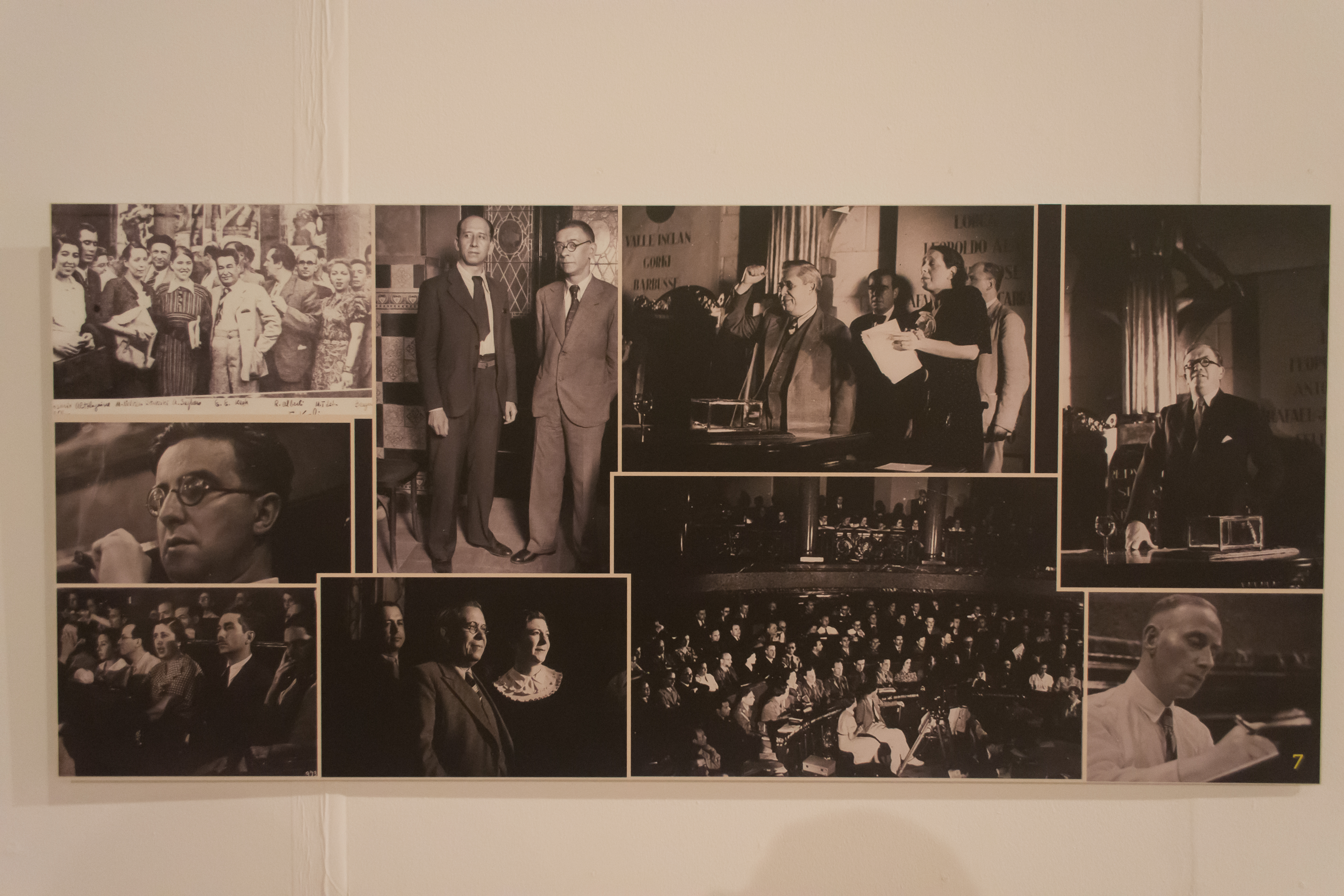
Asistentes al II Congreso Internacional de Escritores para la Defensa de la Cultura

En los últimos meses de la Guerra civil española, entre finales de enero y principios de marzo de 1939, Cataluña era ocupada por las tropas franquistas, siendo tomada Barcelona el 26 de enero. Julio Bris, que vivía entonces en Barcelona, al igual que más de medio millón de españoles, tomaron el camino del exilio a Francia a través de los Pirineos. El censo de exiliados elaborado por el gobierno francés en marzo de 1939 arrojaba un resultado de 450.000 españoles. La embajada de México en Vichy (capital de la Francia no ocupada) elaboró entre agosto y noviembre de 1940 un censo que elevó la cifra a 528.000 refugiados.

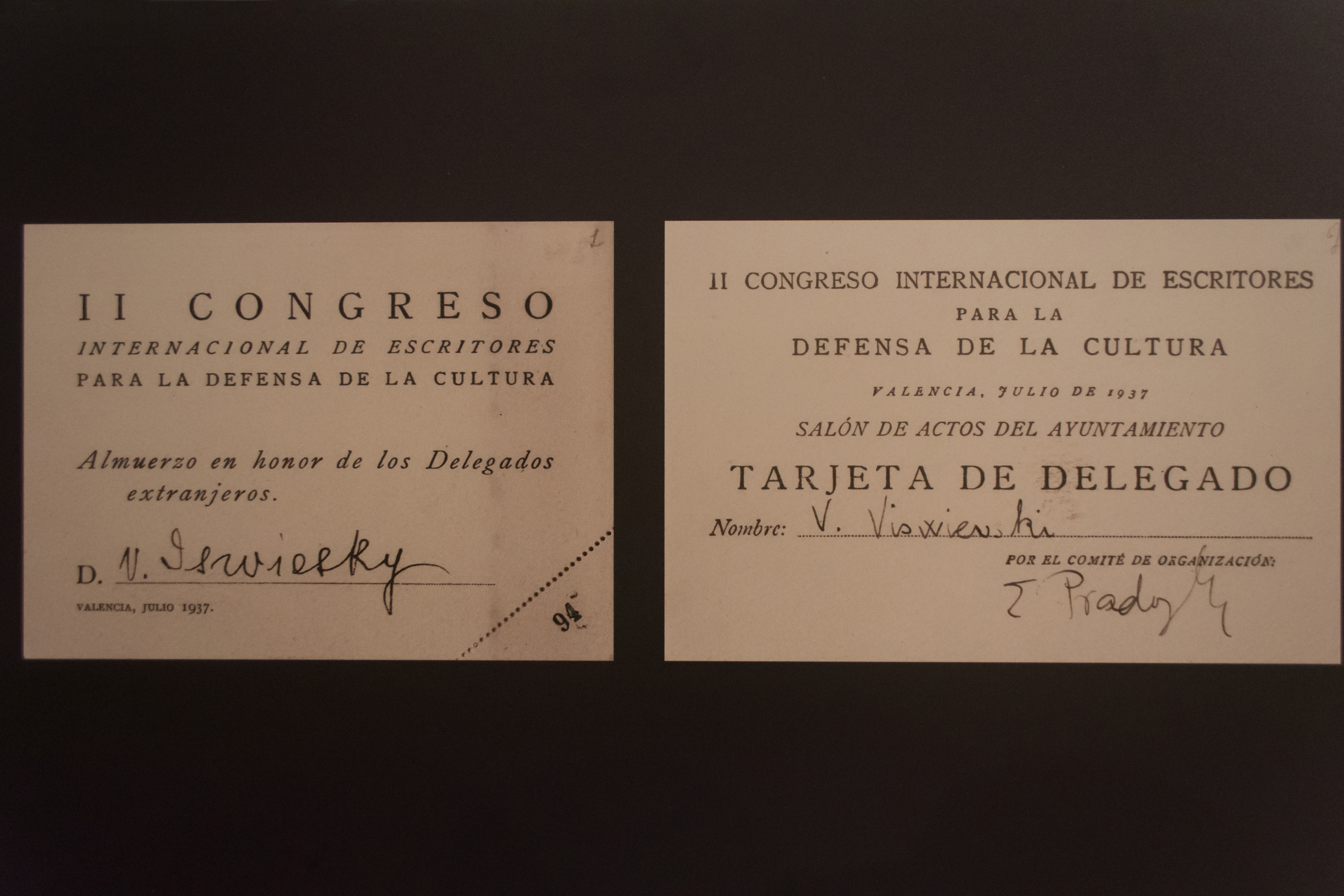
Acreditaciones del Ayuntamiento de Valencia para los asistentes al congreso en las sesiones celebradas en esta ciudad

Entre finales de mayo y principios de junio de 1940, el ejército alemán invadió Francia en una campaña relámpago. Los refugiados españoles, repartidos entre los campos de refugiados, la clandestinidad, la resistencia francesa o alistados forzosamente en las Compañías de Trabajadores Extranjeros (CTE) y voluntariamente en la Legión Extranjera Francesa, se vieron atrapados en la derrota francesa ante el ejército alemán, la Gestapo y el colaboracionísta gobierno francés de Vichy.

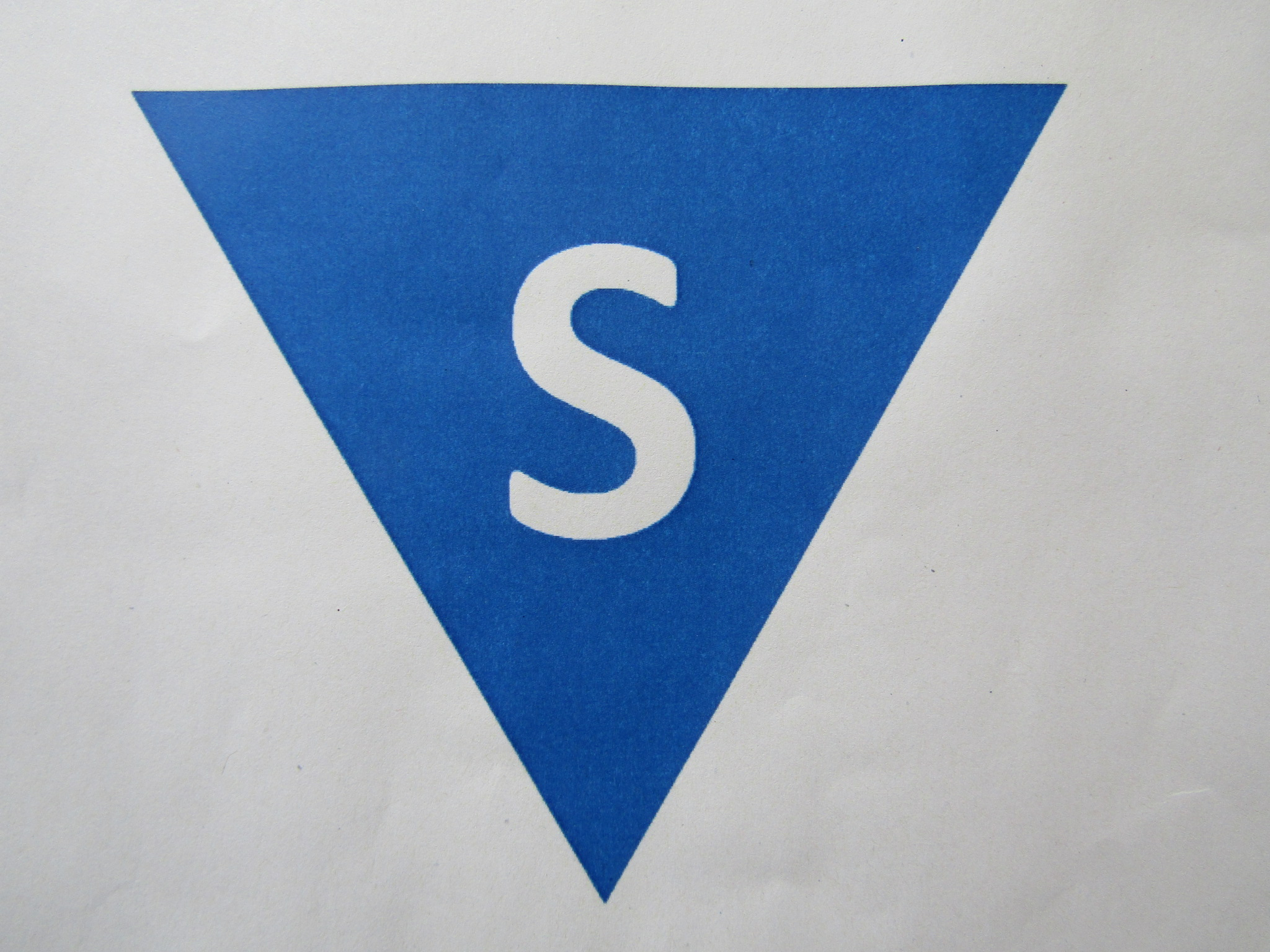
Distintivo azul de "apátrida" con la "S" de "Spanier" o español, que los SS hacían llevar a los republicanos españoles en el campo de Mauthausen.

Bris fue capturado y recluido en el campo de prisioneros de guerra de Trier en Alemania (stalag XII-D), muy cerca de la frontera con Luxemburgo, con el n.º 9.056. Los stalag eran campos de prisioneros de guerra destinados a militares o asimilados, siendo tratados según la Convención de Ginebra.
La única versión existente de su detención y muerte es la relatada por Carlos Fernández Cuenca (periodista, historiador y fundador de la Filmoteca Española) en su libro La guerra de España y el cine, Editora Nacional, 1972, vol. 1, cap. IV, pág. 142, que dice: “...Julio Bris y Serafín Rodríguez (compañero fotógrafo muerto también en los campos de concentración nazis) se exiliaron a Francia y trabajaban allí con más esfuerzos que victorias. Cuando los alemanes ocuparon el territorio francés, su condición de españoles exiliados pareció sospechosa a las autoridades de la Gestapo; fueron detenidos, llevados a un campo de concentración y perecieron en la cámara de gas, como otras tantas víctimas de la barbarie nazi....”. Esta versión no concuerda exactamente con la realidad, dado que los miembros de la resistencia y los civiles detenidos por la Gestapo eran directamente eliminados o enviados a campos de concentración, siendo más verosímil que Bris fuera prisionero procedente de las CTE antes citadas o del ejército francés.
Según el periodista e investigador Carlos Hernández de Miguel, en la primavera de 1941 el gobierno de Franco presionó al de Hitler, para que todos los republicanos españoles apresados por los nazis en Europa se consideraran apátridas y se eliminaran en los campos de concentración. Así se acordó y la Gestapo se encargó eficientemente de localizar a todos los "rotspanier" o "españoles rojos". Así perdieron muchos de ellos la protección de la Convención de Ginebra, como prisioneros de guerra. La gran mayoría de ellos fueron enviados a Mauthausen y Gusen.
Fue deportado el 3 de abril de 1941 desde Trier, al campo de concentración de Mauthausen (Austria) con el n.º 3.837. Trasladado posteriormente el 30 de junio de 1941 al campo anexo de Gusen (Austria) con el n.º 12.980. Allí murió el 20 de noviembre de 1941, presuntamente de disentería, según el registro documental del campo, facilitado por el Memorial de Gusen.

## Filmografía
| Año | Película                                           | Duración       | Tipo                                                | Rol                 | Notas | Ref.                                      |
| --- | -------------------------------------------------- | -------------- | --------------------------------------------------- | ------------------- | --- | ----------------------------------------- |
| 1933 | Balele: en las selvas vírgenes de Guinea           | ¿?             | reportaje documental cultural                       | operador            | Perteneciente al informativo Noticiario Español, producido por Germán López Prieto, con fotografía de Segismundo Pérez "Segis" y Julio Bris. Durante los años 40 se rodaron posteriores entregas de la serie Balele con diferentes títulos, dirigidas por Manuel Hernández Sanjuán y producidas por Hermic Films.                                                                         | [ 13 ]                                    |
| 1934 | Semana Santa en Sevilla                            | ¿?             | reportaje documental cultural                       | fotógrafo           | Producido por el Departamento Nacional de Cinematografía en el laboratorio del Noticiario Español. | [ 14 ]                                    |
| 1936 | XIX aniversario de la revolución rusa en Barcelona | 10 minutos     | cortometraje documental informativo propagandístico | operador            | Dirigida por Fernando G. Mantilla y producida por Laya Films y Film Popular para el PCE. | [ 15 ] [ 16 ]                             |
| 1936 | ¿Quién me quiere a mi?                             | 82 minutos     | largometraje comedia-melodrama                      | montador editor     | Codirigida por José Luis Saénz de Heredia y Luis Buñuel, escrita por Eduardo Ugarte y Luis Buñuel, fotografía de José María Beltrán, producida por Filmófono. | [ 17 ] [ 18 ]                             |
| 1937 - 1939 | España al día                                      | 7 a 10 minutos | noticiario semanal                                  | operador jefe       | Informativo semanal creado en Barcelona en 1937 por Film Popular, que editó 80 números hasta 1939. Codirigida por Mauricio A. Sollin, Fernando G. Mantilla y Francisco Camacho, con comentarios de Arturo Perucho. | [ 19 ] [ 20 ]                             |
| 1937 | El tribunal de las aguas                           | 10 minutos     | cortometraje documental didáctico                   | operador            | Guion y realización de Ángel Villatoro, producida por Film Popular. | [ 21 ] [ 16 ]                             |
| 1937 | El Congreso Internacional de los Escritores        | 10 minutos     | reportaje documental informativo cultural           | director-realizador | Rodado in situ en Valencia, Barcelona y Madrid, durante el II Congreso Internacional de Escritores para la Defensa de la Cultura, producido por Film Popular. Este reportaje contiene, junto con otro soviético, las únicas imágenes fílmicas del poeta peruano César Vallejo, que moriría meses después en París. También hay curiosas imágenes de Antonio Machado con uniforme militar. | [ 22 ] [ 23 ] [ 24 ] [ 25 ] [ 26 ] [ 27 ] |
| 1937 | Por la unidad, hacia la victoria                   | 34 minutos     | cortometraje documental informativo propagandístico | fotógrafo           | Realizó la fotografía, junto con Serafín Rodríguez, del reportaje del pleno ampliado del Comité Central del Partido Comunista de España, del guionista y director Fernando G. Mantilla y producida por Film Popular, Laboratorios CISA y el PCE. | [ 25 ] [ 28 ] [ 16 ]                      |
| 1937 | La cerámica de Maníses                             | 11 minutos     | cortometraje documental didáctico                   | fotógrafo           | Guion y realización de Ángel Villatoro y producida por Film Popular. | [ 5 ] [ 16 ]                              |
| 1937 | La Mancha y el azafrán                             | 18 minutos     | cortometraje documental didáctico                   | fotógrafo           | Guion y realización de Ángel Villatoro, producida por Film Popular para la Cooperativa Obrera del Campo Manchego. | [ 29 ]                                    |
| 1938 | Con la cuarenta y tres División                    | 20 minutos     | reportaje documental bélico propagandístico         | fotógrafo           | Documental bélico sobre la famosa división perdida, producida por Film Popular, con guion, dirección y comentarios de Clemente Cimorra y Mayo como ayudante de fotografía. | [ 3 ] [ 30 ] [ 16 ]                       |
| 1938 | El telar                                           | 16 minutos     | cortometraje documental didáctico                   | fotógrafo           | Guion y realización de Ángel Villatoro y producida por Film Popular. | [ 5 ] [ 16 ]                              |
| 1938 | La mujer y la guerra                               | 10 minutos     | cortometraje documental bélico propagandístico      | fotógrafo           | Realizó la fotografía, junto con Robert Porchet. Guion, realización y montaje de Mauricio A. Sollin y producida por Film Popular. | [ 31 ] [ 16 ]                             |
| 1939 | Estampas de Oviedo                                 | 10 minutos     | cortometraje documental bélico informativo          | fotógrafo           | Producida por Roptence, con guion y adaptación literaria de Pérez Domenech y J. Uria, con fotografía de J. Bris y Segismundo Pérez "Segis". | [ 32 ]                                    |
| ¿? | La vida de estos héroes de la República            | ¿?             | cortometraje documental bélico propagandístico      | fotógrafo           | Dirigida y comentada por Clemente Cimorra. | [ 16 ]                                    |
| Nota: La Filmoteca Española y la Filmoteca de Cataluña conservan parte de este material, en originales, copias o copiones. |                                                    |                |                                                     |                     | |                                           |

### Vídeos
- El Congreso Internacional de los Escritores, en YouTube
- Por la unidad hacia la victoria, en YouTube
- El telar, en RTVE.es
- La mujer y la guerra, en RTVE.es
- Participantes en el II Congreso de los Escritores para la Defensa de la Cultura , en YouTube
- Nombres para el Recuerdo. "Libro memorial, Españoles deportados a los campos nazis (1940-1945)", en Canal UNED

- Datos: Q56826281
- Multimedia: Julio Bris González / Q56826281